# Ирена Юргелевичова
Ирена Юргелевичова (на полски: Irena Jurgielewiczowa) е университетски преподавател, драматург и писателка на произведения в жанра младежка и детска литература, социална драма, любовен роман и мемоари.

## Биография и творчество
Ирена Юргелевичова, с рождено име Ирена Дроздович, е родена на 13 януари 1903 г. в Джялошин, близо до Велюн, Полша, в семейство на лекар. От 1906 г. живее във Варшава, където завършва гимназия. Следва полска филология във Варшавския университет, където през 1928 г. получава докторска степен, а по-късно и педагогика в Полския свободен университет. Дисертационният ѝ труд на тема „Техника на романа на Стефан Жеромски“ е публикуван през следващата година в поредицата „Студии в областта на историята на полската литература“, а през 1933 г. прави литературния си дебют като есеист в сп. „Знание и живот“.
Участва в дейности за обучение на възрастни и преподава в Полския свободен университет. До 1939 г. публикува няколко проучвания, в които обсъжда въпроси, свързани с образованието на възрастни, сред които „Предпочитания на възрастните за четене“ и „Списък за четене на художествена литература в държавно вечерно училище за възрастни“.
По време на Втората световна война и окупацията на Полша Ирена Юргелевичова тайно преподава на студенти. Участва в Съпротивата като част от Армия Крайова с псевдонима Изия. По време на Варшавското въстание е част от 5-ия отдел на Щаба на Армия Крайова в центъра на Варшава, а след разгрома му е отведена във военнопленническия лагер Stalag IV B в Саксония. Завръща се в Полша през 1946 г.
В периода 1946 – 1950 г. изнася лекции по теория на обучението за възрастни във Варшавския университет. В периода 1950 – 1954 г. е литературен директор на драматичния театър Teatr Nowy във Варшава. Член е на Асоциацията на полските писатели и сътрудник на издателство „Знание“.
Първоначално Ирена Юргелевичова пише творби за по-малки деца. През 1948 г. е издадена книгата ѝ „Историята на четирите грахови зърна“, последвана от „За едно момче, което търси дом“ (1957), „Кайтек, варшавски скорец“ (1958) и „Как един художник искаше да нарисува щастлива пеперуда“ (1960). В следващите години пише и издава психологически романи за млади хора: „Неспокойни часове“ (1964), „Всичко различно“ (1968), „Важно и неважно“ (1971) и поредицата „Чуждият“, състоящата се от едноименния роман и продължението „Различен?“.
Романът „Чуждият“ от 1961 г. разказва за проблемите на любовта и предизвикателствата на израстването, за сближаването и приятелството. Четирима приятели си правят колиба на малък остров, образуван след пролетното наводнение, където прекарват дните си. Един ден в колибата намират ранения Зенек и се грижат за него. Постепенно Зенек разкрива тайните си и се влюбва в едно от момичетата, но трябва да си тръгне. През 1964 г. книгата е включена в почетния списък на Международния съвет на книгите за млади хора (IBBY), работещ под егидата на ЮНЕСКО, и е преведена на 28 езика. Продължението ѝ, романът „Различен?“, е екранизиран в едноименния филм.
За писателската си дейност Ирена Юргелевичова е удостоена с отличието „Орден на усмивката“. През 1958 г. получава държавната награда на министър-председателя на Полша.
Умира на 25 май 2003 г. във Варшава.

## Произведения

### Самостоятелни романи
- Niespokojne godziny (1964)[1]
- Wszystko inaczej (1968)
- Ważne i nieważne (1971)

### Поредица „Чуждият“ (Ten obcy)
1. Ten obcy (1961)[1][2]
Чуждият, изд.: „Народна култура“, София (1971), прев. Добромир Добрев
2. Inna? (1975)

### Детска литература
- Historia o czterech pstroczkach (1948)[1][2]
- Wiewiórcza mama (1950)
- Ketsis, Lubiński szczur (1954)
- O chłopcu, który szukał domu (1957)
- Kajtek, warszawski szpak (1958)
- Jak jeden malarz chciał namalować szczęśliwego motyla (1960)

#### Пиеси
- Osiem lalek i jeden miś (1951)[2]

### Разкази
- Rozbita szyba (1963)
- Tort orzechowy (1966)
- Niebezpieczna przygoda (1969)

### Документалистика
- Warszawa-serce Polski (1948)[1][3]
- Literatura najłatwiejsza (1949)
- Strategia czekania (1982) – автобиография, за престоя ѝ във военнопленическия лагер
- Byłam, byliśmy. Wspomnienia (1998) – автобиография

### Екранизации
- 1976 Inna